# Дефект межпредсердной перегородки
Дефект межпредсердной перегородки — это распространённый порок сердца, чаще встречается у женщин.
Дефекты межпредсердной перегородки типа sinus venosus располагаются в верхнем отделе межпредсердной перегородки, вблизи места впадения верхней полой вены, в этой же области часто обнаруживается и аномальное впадение правых лёгочных вен.
Дефекты межпредсердной перегородки типа лат. ostium primum, напротив, располагаются в самом низу межпредсердной перегородки, над АВ-клапанами; последние часто изменены, возможны митральная недостаточность и трикуспидальная недостаточность. Дефекты межпредсердной перегородки типа ostium primum являются составной частью АВ-канала — порока, который особенно характерен для синдрома Дауна и может также включать дефекты АВ-перегородки и дефекты задненижнего отдела межжелудочковой перегородки и единый АВ-клапан (передняя створка митрального и перегородочная створка трехстворчатого клапанов соединены и образуют единую створку).
Дефект межпредсердной перегородки типа ostium secundum — самый частый из дефектов межпредсердной перегородки — находится в её центре, в области овальной ямки. Его надо отличать от открытого овального окна: вскоре после рождения оно обычно закрывается и зарастает (небольшое отверстие, пропускающее катетер, — вариант нормы). В случае же дефекта речь идет об отсутствии ткани межпредсердной перегородки, ведущем к сбросу крови.
Величина сброса зависит от размера дефекта, податливости желудочков и отношения лёгочного сосудистого сопротивления к ОПСС. Сброс слева направо ведет к перегрузке правого желудочка объёмом и увеличению лёгочного кровотока.
В детстве порок обычно протекает бессимптомно, хотя возможны задержка физического развития и частые пневмонии. Чаще всего жалобы появляются в 30-40 лет: развиваются предсердные аритмии, лёгочная гипертензия, двунаправленный сброс крови, а затем сброс справа налево, сердечная недостаточность. При хронической гипоксии (жизнь в горах) лёгочная гипертензия развивается быстрее. Иногда у пожилых вдруг увеличивается сброс слева направо: это происходит из-за снижения податливости левого желудочка на фоне артериальной гипертензи или ИБС.
Показания к хирургическому лечению:
1. Сердечная недостаточность
2. Лёгочная гипертензия
3. Частые ОРЗ в анамнезе
4. Отставание в физическом развитии.

Противопоказания к оперативному лечению:
1. Бессимптомное течение (дефект менее 3мм);
2. Терминальная стадия заболевания;
3. IV стадия лёгочной гипертензии;
4. Смена шунта на венозно-артериальный;
5. Нарушения в обоих кругах кровообращения.